# Darceta ophideres
Darceta ophideres là một loài bướm đêm trong họ Noctuidae.